# 3+2 (гурт)

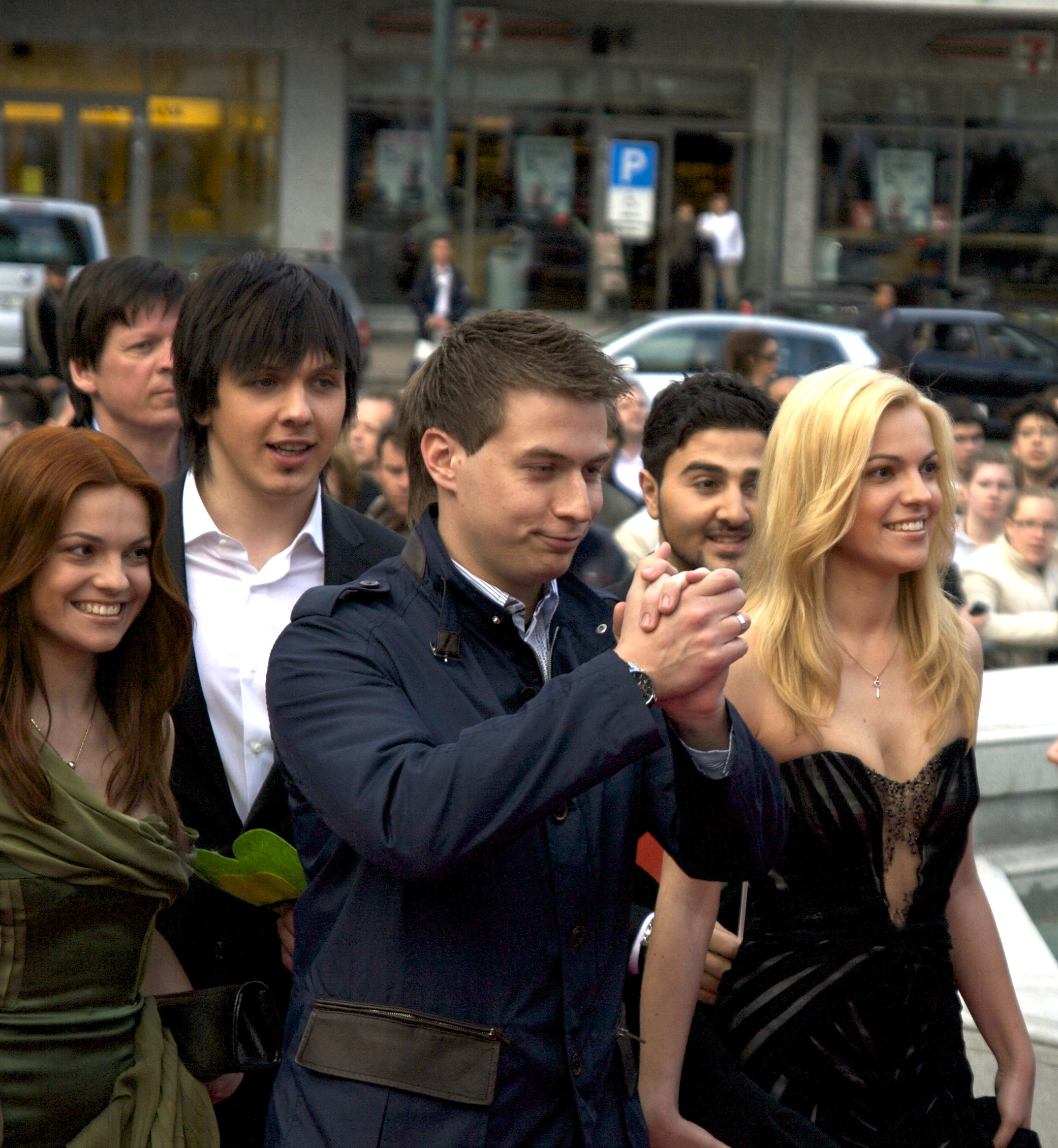
Гурт «3+2» в Осло, 2010 рік

«3+2» — білоруський музичний гурт, спеціально створений для участі в проєкті «Музичний суд» з учасників проєкту ОНТ «Нові голоси Білорусі». Учасник від Білорусі на пісенному конкурсі Євробачення 2010 в Осло із піснею «Butterflies», яку написали Максим Фадєєв і Малькі Чаплін.

## Склад
- Альона Карпович
- Нінель Карпович
- Юлія Шишко
- Артем Михаленко
- Єгіазар Фарашян